# Sangkat Pir
Sangkat Pir es una comuna (khum) del distrito de Krong Preah Sihanouk, en la provincia de Sihanoukville, Camboya. En marzo de 2008 tenía una población estimada de 13 041 habitantes.
Se encuentra ubicada al suroeste del país, junto a los montes Cardamomo y la costa del golfo de Tailandia.